# Youri Gilg
Youri Gilg (Le Mans, 16 de marzo de 1970) es un deportista francés que compitió en esquí acrobático. Su hermana Candice también compitió en esquí acrobático.
Ganó una medalla de bronce en el Campeonato Mundial de Esquí Acrobático de 1991, en la prueba combinada.

## Medallero internacional
| Campeonato Mundial | Campeonato Mundial           | Campeonato Mundial | Campeonato Mundial |
| Año                | Lugar                        | Medalla            | Competición        |
| ------------------ | ---------------------------- | ------------------ | ------------------ |
| 1991               | Lake Placid (Estados Unidos) | Medalla de bronce  | Combinada          |